# Gunther van Meißen (Salzburg)
Gunther van Meißen (overleden te Salzburg op 1 november 1025) was van 1023 tot aan zijn dood aartsbisschop van Salzburg. 

## Levensloop
Gunther was een jongere zoon van markgraaf Ekhard I van Meißen uit diens huwelijk met Swanhilde, dochter van hertog Herman Billung van Saksen.
Hij kreeg een opleiding in de beroemde school van prins-bisschop Notger van Luik. Ten laatste in 1001 werd hij hofkapelaan van keizer Otto III en onder diens opvolger, keizer Hendrik II de Heilige was hij van maart 1009 tot december 1023 kanselier van het Duitse deel van het Heilige Roomse Rijk.
Na het overlijden van aartsbisschop Hartwig van Salzburg werd Gunther in december 1023 door keizer Hendrik II aangesteld tot diens opvolger. Hiermee maakte de keizer een einde aan de traditionele verbondenheid van de Salzburgse aartsbisschop met de Beierse adel — alle aartsbisschoppen voor hem maakten immers deel uit van die adel.
Gunther overleed na een korte regeerperiode in november 1025. Kroniekschrijver Wipo roemde zijn mild- en goedheid.
- Gemeinsame Normdatei: 119519194
- Virtual International Authority File: 72205824